# St. Mariä Empfängnis (Kleve)

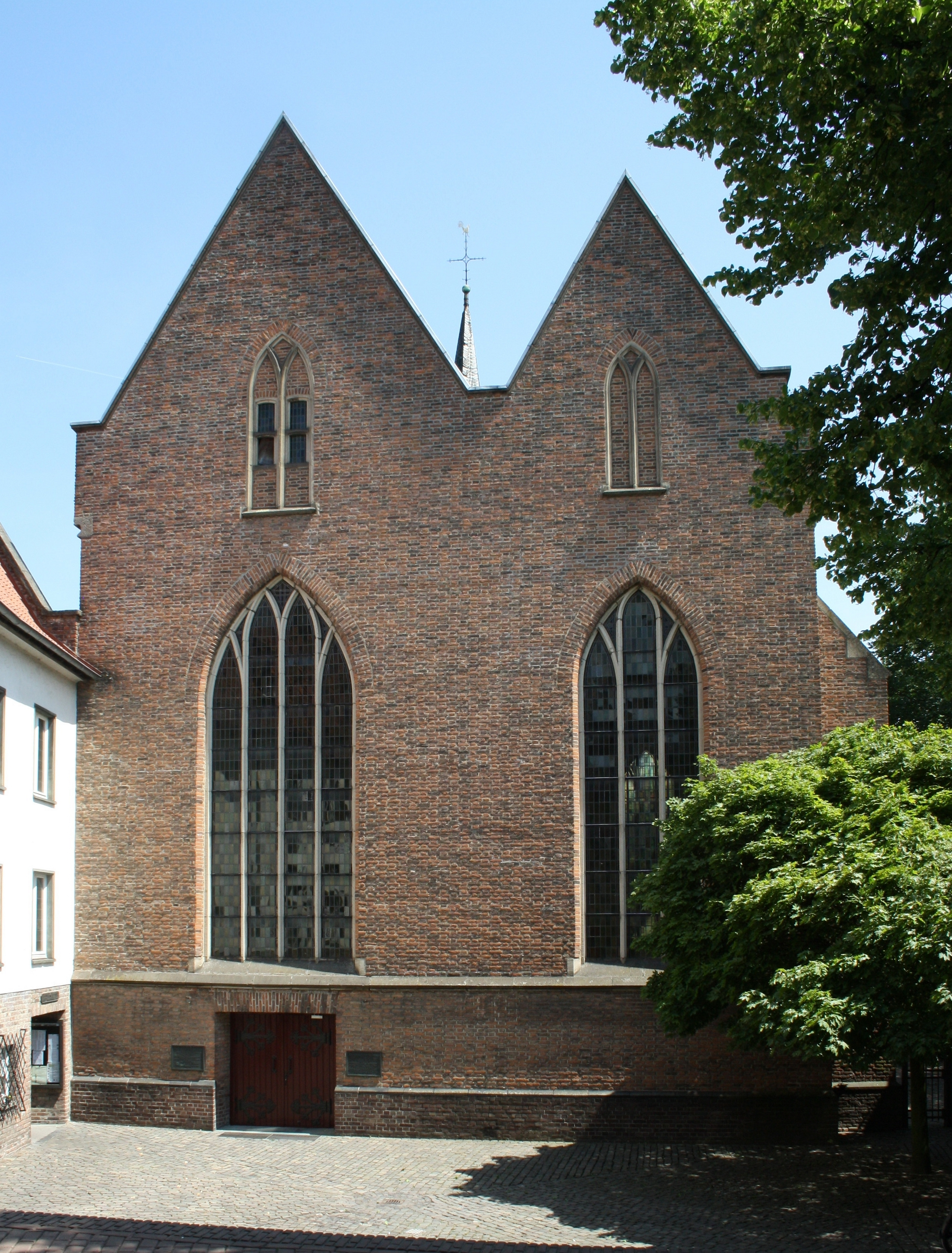
Westfassade der Unterstadtkirche zur Kavarinerstraße

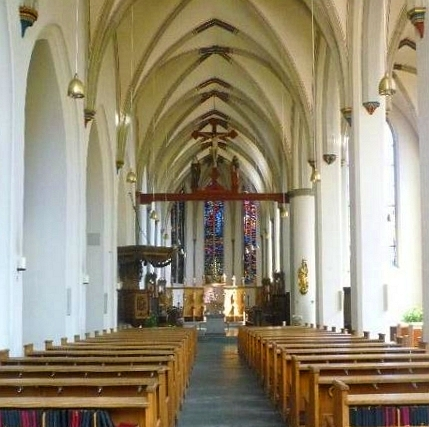
Inneres

St. Mariä Empfängnis in der Altstadt von Kleve, auch als Unterstadtkirche, Minoritenkirche und früher auch Annexkirche bezeichnet, ist eine Filialkirche der katholischen Kirchengemeinde und Propstei St. Mariä Himmelfahrt. Bis 1802 war sie Klosterkirche der Klever Minoriten (Franziskaner).

## Geschichte

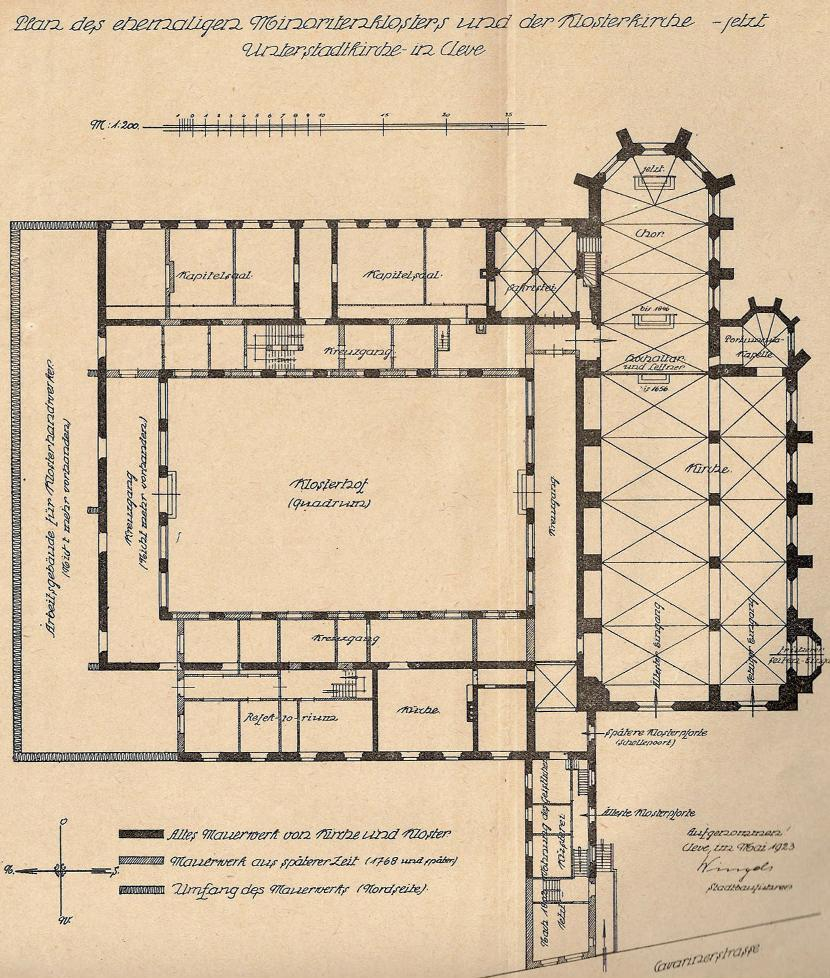
Grundrisszeichnung des Minoritenklosters

### Kloster
Das Minoritenkloster Kleve gilt als Stiftung Graf Dietrichs († 1305) aus dem Jahr 1285. Er stellte den Minderbrüdern Grundstück und Wohnhaus und eine wohl schon vorhandene bescheidene Kirche zur Verfügung. Urkundlich nachgewiesen ist das Kloster seit 1300.
In den Jahren 1425 bis 1445 wurde der gesamte Klosterkomplex mit der heutigen schlichten gotischen Klosterkirche neu gebaut. Die Kirche bildete die Südflanke der rechteckigen Klosteranlage mit Konventsgebäuden und Kreuzgang. Das Chorgestühl schnitzte Arnt von Kalkar 1474. Die Reformationszeit im Herzogtum Kleve überstand das Kloster. 1698 erhielt die Kirche eine Barockkanzel von Nikolaus Albers. Unter französischer Verwaltung wurde das Kloster 1802 aufgehoben. Kirche, Konvents- und Wirtschaftsgebäude wurden in Privathand verkauft.

### Säkularisation
In den Konventsgebäuden entstand ab 1843 das St.-Antonius-Hospital. Das machte verschiedene Um- und Neubauten erforderlich, die, zusammen mit den Folgen des Zweiten Weltkriegs, von den ursprünglichen Gebäuden nur geringe Reste übrig ließen.
1952 zog das Hospital in einen Neubau an anderer Stelle um. Über dem einstigen Ostflügel der Klosteranlage – nach Norden verlängert – entstand das neue Klever Rathaus.

### Katholische Gemeindekirche
Die Kirche wurde nach profaner Nutzung in napoleonischer Zeit als Pfarrkirche der Unterstadt wieder in gottesdienstlichen Gebrauch genommen.
Im Zweiten Weltkrieg wurde die Unterstadtkirche mit großen Teilen Kleves bei Bombenangriffen fast vollständig vernichtet. In den Nachkriegsjahren erfolgte ein an der Originalgestalt orientierter Wiederaufbau. Die bedeutendsten Ausstattungsstücke waren ausgelagert und blieben erhalten.
Von 1974 bis 2003 war Friedrich Leinung Pfarrer an der Unterstadtkirche. In dieser Zeit wurde sie zu einem überregional beachteten Zentrum der Nachkriegs-Versöhnungsarbeit. Außerdem entstand bei der Kirche das karitative Zentrum Klosterpforte.

## Reliquien des heiligen Adalbert
Seit 1992 befindet sich ein Stück der Reliquie von Adalbert von Prag aus Gnesen im neuen Altar der Kirche. Die Reliquie in Gnesen wurde im Zweiten Weltkrieg von Urban Thelen gerettet.

## Architektur und Ausstattung
Die Unterstadtkirche ist eine typische schlichte, turmlose Bettelordenskirche. Sie ist eine Hallenkirche mit nur einem (rechten) Seitenschiff. Das Langhaus umfasst fünf Joche. Das Hauptschiff setzt der dreieinhalbjochige, polygonal schließende Chor fort. Auch das Seitenschiff schließt mit einer polygonalen Apsis. Die Schiffe sind mit zwei getrennten Satteldächern gedeckt. Langhaus und Chor überspannen Kreuzgratgewölbe.
Als bedeutendstes Ausstattungsstück gilt das Chorgestühl von 1474, das Arnt von Kalkar (Arnt Beeldsnider – „Arnt der Bildschnitzer“) zugeschrieben wird. Das reiche Figurenwerk kontrastiert Heiligendarstellungen mit drastischen Grotesken.
Bemerkenswert sind auch die barocke Kanzel von Nikolaus Albers (1698) und die Kreuzigungsgruppe im Chorbogen.

## Orgel
Die Orgel der Unterstadtkirche wurde 1961 von der Orgelbauwerkstatt Klais erbaut. Das Schleifladeninstrument hat 28 klingende Register, verteilt auf zwei Manuale und Pedal; Spieltraktur und Koppeln sind mechanisch, die Registertraktur ist elektrisch; Spieltisch angebaut 
| I Rückpositiv C–g3 |                |        |
| 1.                 | Holzgedackt    | 8′     |
| 2.                 | Quintade       | 8′     |
| 3.                 | Praestant      | 4′     |
| 4.                 | Blockflöte     | 4′     |
| 5.                 | Principal      | 2′     |
| 6.                 | Terz           | 1 2⁄5′ |
| 7.                 | Sifflöte       | 1 ⁄3′  |
| 8.                 | Scharff III–IV |        |
| 9.                 | Musette        | 8′     |

| II Hauptwerk C–g3 |                    |       |
| 10.               | Pommer             | 16′   |
| 11.               | Principal          | 8′    |
| 12.               | Rohrflöte          | 8′    |
| 13.               | Spitzgedackt       | 8′    |
| 14.               | Octav              | 4′    |
| 15.               | Salicional         | 4′    |
| 16.               | Quinte             | 2 ⁄3′ |
| 17.               | Hohlflöte          | 2′    |
| 18.               | Mixtur IV–V        | 2′    |
| 19.               | Spanische Trompete | 8′    |
| 20.               | Kopftrompete       | 4′    |
|                   | Tremulant          |       |

| Pedal C–f1 |               |     |
| 21.        | Principalbass | 16′ |
| 22.        | Subbass       | 16′ |
| 23.        | Octav         | 8′  |
| 24.        | Gemshorn      | 8′  |
| 25.        | Choralbass    | 4′  |
| 26.        | Nachthorn     | 2′  |
| 27.        | Posaune       | 16‘ |
| 28.        | Posaune       | 8′  |
|            |               |     |

- Koppeln: I/II, I/P, II/P
- Spielhilfen: 2 freie Kombinationen, 2 Pedalkombinationen, Tuttiknopf, Zungenabsteller, Koppel-Pistons
- Cymbelstern (6 Glöckchen) mit einem sich im Prospekt drehenden Stern.